# Colobaspis vitalisi
Colobaspis vitalisi es una especie de coleóptero de la familia Megalopodidae.

## Distribución geográfica
Habita en Tonkin (Vietnam).